# Wilhelm Klingenberg (Mathematiker)

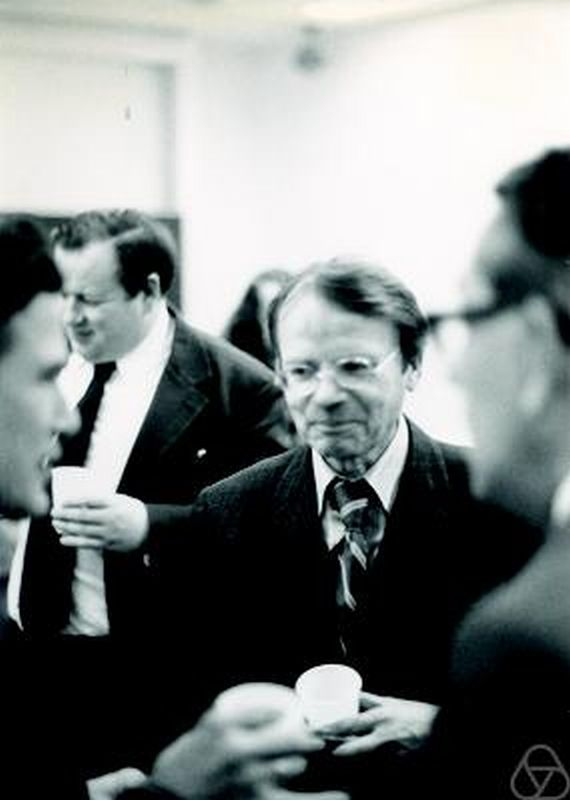
Klingenberg in Erlangen 1978

Wilhelm Paul Albert Klingenberg (* 28. Januar 1924 in Rostock; † 14. Oktober 2010 in Röttgen (Bonn)) war ein deutscher Mathematiker.

## Leben
Klingenberg kam 1924 in Rostock als Sohn eines evangelischen Pfarrers zur Welt. 1934 zog die Familie nach Berlin und Klingenberg wurde nach seiner Notabiturprüfung 1941 am Joachimsthalschen Gymnasium in Templin zur Wehrmacht eingezogen. Nach Kriegsende studierte er Mathematik in Kiel, wo er 1950 bei Karl-Heinrich Weise über affine Differentialgeometrie promovierte und danach Assistent von Friedrich Bachmann war. Nach Stationen in Hamburg bei Wilhelm Blaschke mit Habilitation 1954, einem Aufenthalt an der Universität Rom (unter anderem bei Francesco Severi, Beniamino Segre) war er Wissenschaftlicher Assistent und Privatdozent in Göttingen (bei Kurt Reidemeister), wo er bis 1963 blieb. 1954/55 war er in Bloomington/Indiana, wo er auch Marston Morse in Princeton besuchte. In den Jahren 1956/57 und 1957/58 folgte er dessen Einladung an das Institute for Advanced Study in Princeton. 1962 war er auf Einladung von Shiing-Shen Chern, den er noch aus Hamburg kannte, an der University of California, Berkeley. Danach war er C4-Professor an der Johannes-Gutenberg-Universität Mainz und ab 1966 C4-Professor und Lehrstuhlinhaber an der Universität Bonn.
Dort wurde er im Jahr 1989 emeritiert.
2001 wurde er Ehrendoktor der Fakultät für Mathematik und Informatik der Universität Leipzig, an der er 1990/91 Gastprofessor war. Er war ordentliches Mitglied der Akademie der Wissenschaften und der Literatur in Mainz. 1966 war er Invited Speaker auf dem ICM in Moskau (Morsetheorie auf dem Raum der geschlossenen Kurven).
Klingenberg war seit 1953 mit Christine Klingenberg geb. Kob verheiratet und hat zwei Söhne und eine Tochter. Sein Bruder ist der Biochemiker Martin Klingenberg (Universität München).
Klingenberg spielte Klavier und sammelte chinesische Bronzen.

## Wirken
Seine Spezialgebiete waren Geometrie, Differentialgeometrie, und Riemannsche Geometrie. Außer vielen Einzelarbeiten veröffentlichte er einige Lehrbücher.
Nach Vorarbeiten von Harry Rauch (1951) bewies er um 1960 mit Marcel Berger den Sphären-Satz: Eine einfach zusammenhängende Mannigfaltigkeit mit Schnittkrümmung {\displaystyle \textstyle {\frac {1}{4}}<K\leq 1} ist homöomorph zur Sphäre.

Zu seinen Doktoranden gehören Hans Werner Ballmann (Universität Bonn), Ursula Hamenstädt (Universität Bonn), Ernst Heintze (Universität Augsburg), Jost-Hinrich Eschenburg (Universität Augsburg), Gudlaugur Thorbergsson (Universität Köln) und Wolfgang Ziller (University of Pennsylvania).

## Schriften
- Klassische Differentialgeometrie. Eine Einführung in die Riemannsche Geometrie, Edition am Gutenbergplatz Leipzig, Leipzig 2004 EAGLE 016: eagle-leipzig.de
- Selected Papers of Wilhelm Klingenberg, World Scientific 1991
- Riemannian Geometry, de Gruyter 1982, 2. Auflage 1995
- Lineare Algebra und Geometrie, Springer 1984
- Lineare Algebra und analytische Geometrie, BI Hochschultaschenbuch, 2 Bände, 1971, 1972
- Grundlagen der Geometrie, BI Hochschultaschenbuch 1971
- Lectures on Closed Geodesics, Springer 1978
- mit Detlef Gromoll, Wolfgang Meyer: Riemannsche Geometrie im Großen, Springer, 1968, 2. Auflage 1975
- A Course in Differential Geometry, Springer 1983
- Eine Vorlesung über Differentialgeometrie, Springer 1973
- The triangle theorem in Riemannian Geometry, Recife 1964
- „Neue Methoden und Ergebnisse in der Riemannschen Geometrie“, Jahresbericht DMV, Band 66, 1964, S. 85–94.
- Tibet-Erfahrungen auf dem Dach der Welt, Insel Verlag, Frankfurt am Main 1997, Frederking und Thaler, München 2001